# Starigrad, Senj
Starigrad je  naselje in pristanišče južno od Senja v Liško-senjski županiji (Hrvaška).

## Geografija
Starigrad tvorita dve naselji pod Velebitom, 28 km južno od Senja. Nekaj kilometrov stran od obale ob magistralni cesti Reka - Split stoji Gornji Starigrad, na obali pa Starigrad, do katerega pelje ozka in strma cesta. V okolici so številni zalivčki s plažami na katerih so tudi izviri pitne vode.
Kraj je izpostavljen jugozahodnim vetrovom. V pristanišču je možno pristajati ob pomolu sredi zaliva. Globina morja je do 3 m. Ob pomolu je splavna drča.

## Zgodovina
Kraj ob morju se je pričel razvijati v 18. stoletju.  Na strmi vzpetini nad naseljem pa so vidni ostanki srednjeveške utrdbe Starigrad, najverjetneje postavljene v 14. stoletju. Tu so tudi ostanki cerkvice sv. Jakova zgrajene leta 1772.

## Demografija
| Pregled števila prebivalcev po letih | Pregled števila prebivalcev po letih | Pregled števila prebivalcev po letih | Pregled števila prebivalcev po letih | Pregled števila prebivalcev po letih | Pregled števila prebivalcev po letih | Pregled števila prebivalcev po letih | Pregled števila prebivalcev po letih | Pregled števila prebivalcev po letih | Pregled števila prebivalcev po letih | Pregled števila prebivalcev po letih | Pregled števila prebivalcev po letih | Pregled števila prebivalcev po letih | Pregled števila prebivalcev po letih | Pregled števila prebivalcev po letih |
| ------------------------------------ | ------------------------------------ | ------------------------------------ | ------------------------------------ | ------------------------------------ | ------------------------------------ | ------------------------------------ | ------------------------------------ | ------------------------------------ | ------------------------------------ | ------------------------------------ | ------------------------------------ | ------------------------------------ | ------------------------------------ | ------------------------------------ |
| 1857                                 | 1869                                 | 1880                                 | 1890                                 | 1900                                 | 1910                                 | 1921                                 | 1931                                 | 1948                                 | 1953                                 | 1961                                 | 1971                                 | 1981                                 | 1991                                 | 2001                                 |
| 484                                  | 933                                  | 737                                  | 509                                  | 578                                  | 594                                  | 502                                  | 418                                  | 262                                  | 206                                  | 111                                  | 74                                   | 54                                   | 29                                   | 11                                   |